# Tysklands Grand Prix 1972
Tysklands Grand Prix 1972 var det åttonde av tolv lopp ingående i formel 1-VM 1972.  

## Resultat
1. Jacky Ickx, Ferrari, 9 poäng
2. Clay Regazzoni, Ferrari, 6
3. Ronnie Peterson, March-Ford, 4
4. Howden Ganley, BRM, 3
5. Brian Redman, McLaren-Ford, 2
6. Graham Hill, Brabham-Ford, 1
7. Wilson Fittipaldi, Brabham-Ford
8. Mike Beuttler, Clarke-Mordaunt-Guthrie (March-Ford)
9. Jean-Pierre Beltoise, BRM
10. François Cévert, Tyrrell-Ford
11. Jackie Stewart, Tyrrell-Ford (varv 13, kollision)
12. Arturo Merzario, Ferrari
13. Andrea de Adamich, Surtees-Ford
14. Tim Schenken, Surtees-Ford
15. Chris Amon, Matra

### Förare som bröt loppet
- Carlos Pace, Williams (March-Ford) (varv 11, för få varv)
- Emerson Fittipaldi, Lotus-Ford (10, växellåda)
- Henri Pescarolo, Williams (March-Ford) (10, olycka)
- Denny Hulme, McLaren-Ford (8, motor)
- Mike Hailwood, Surtees-Ford (8, upphängning)
- Carlos Reutemann, Brabham-Ford (6, differential)
- Rolf Stommelen, Eifelland-Ford (6, elsystem)
- Dave Walker, Lotus-Ford (6, oljeläcka)
- Niki Lauda, March-Ford (4, oljeläcka)
- Derek Bell, Tecno (4, motor)
- Dave Charlton, Scuderia Scribante (Lotus-Ford) (4, kroppsligt)
- Reine Wisell, BRM (3, motor)

## VM-ställning
| Förarmästerskapet 1. Emerson Fittipaldi, Lotus-Ford, 43 2. Jackie Stewart, Tyrrell-Ford, 27 3. Jacky Ickx, Ferrari, 25 | Konstruktörsmästerskapet 1. Lotus-Ford, 43 2. Tyrrell-Ford, 33 3. Ferrari, 29 McLaren-Ford, 29 |